# Fulk I FitzWarin
Fulk I FitzWarin, Fulke, Fouke, FitzWaryn, FitzWarren, Fitz Warine, latinizzato da Fulco Filius Warini, a "Folco figlio di Warin" (1115 – 1171), suo nipote era Folco III FitzWarin (1160–1258) oggetto della famosa leggenda medievale o romanzo, intitolato Fouke le Fitz Waryn, egli stesso era nonno di Folco V FitzWarin, I barone FitzWarin (1251-1315).

## Biografia
Figlio di Guerino "The Bold" di Metz, e Melette (Maud) Peverel, nipote di Warin di Metz capostipite della famiglia nobile Fitz-Warin. Il nome Fitz Warin significa "figlio di Warin".
Folco I FitzWarin (m. 1170/1), sostenitore di Re Enrico II (1154-1189), fu ricompensato dal re per il suo sostegno alla madre, l'imperatrice Matilde, nella sua guerra civile contro re Stefano (1135-1154), e gli conferì nel 1153 il maniero reale di Alveston nel Gloucestershire e nel 1149 il maniero di Whadborough nel Leicestershire. Folco II tenne quelle proprietà dopo la morte del padre nel 1171.
Signori di Whittington e Alderbury (Salop) e Alveston (Gloucs.). Le terre dello Shropshire furono un'area di disputa tra inglesi e gallesi fino alla conquista del Galles da parte di Edoardo I. Nell'ultima parte del XII secolo, i terreni era nelle mani di Ruggero di Powys e suo fratello Jonas, ma l'area intorno a Whittington era della famiglia di Fulk I FrizWarin (m. 1171) e Fulk II (m. 1194).
Fulk III (m. 1258) nel 1197 paga una tassa per ricevere la sua eredita, ma l'11 aprile 1200 re Giovanni concesse Whittington a Maurizio (figlio di Ruggero di Powys), dopo la morte di Maurizio nell'agosto del 1200, il re Giovanni lo concesse al figlio di Maurizio, Werennoc. 
Fu per questo che nell'aprile del 1201 Fulk III, fa una rivolta armata contro il re, accompagnato da circa cinquantadue seguaci, inclusi i suoi fratelli William, Phillip e John, dai suoi cugini e dai numerosi alleati della famiglia. Nell'ottobre 1204, con una multa di 200 marchi, Fulk III ricevette finalmente la sua eredita di Whittington.

## Discendenza
Fulk I FitzWarin sposa Eva FitzWarin e poi Miletta de Whittington
- Warin FitzWarin.
- Lord Fulk FitzWarin, II, di Whittington e Alveston.
- Emmeline de Hungerford.
- Richard Fitzwarin.
- Ralph Fitz Warin.
- William Fitzwarin.